# 司马道恭
司马道恭（？—？），河内郡温县（今河南省焦作市温县）人，东晋宗室。

## 生平
元熙元年（419年），东晋宗室大多逃亡到黄河以南。司马道恭从东垣县率领三千人驻扎在金镛城西，司马顺明率领五千人驻扎在云台，司马楚之驻扎在柏谷坞。泰常四年三月癸丑（419年5月3日），薛辩及司马楚之、司马顺明、司马道恭都派遣使者向北魏投降。